# Intrinsieke waarde (economie)
Intrinsieke waarde is in de bedrijfseconomie de actuele waarde van alle bezittingen van de onderneming, verminderd met de schulden die er zijn. Het verschil met de boekwaarde is dat bij de boekwaarde alleen naar de waarde in de balans wordt gekeken, terwijl bij de intrinsieke waarde de actuele waarde geldt (dat is de daadwerkelijke waarde op dat moment, die hoger of lager kan liggen dan de boekwaarde). Is de actuele waarde hoger dan is sprake van een stille reserve. Is de actuele waarde lager, dan volgt uit het voorzichtigheidsbeginsel dat de boekwaarde wordt verlaagd naar de actuele waarde door middel van een extra afschrijving.

## Munten
De intrinsieke waarde van chartaal geld is de waarde van het materiaal waarvan de munt of het bankbiljet gemaakt is. In vroeger eeuwen was de waarde van het metaal in theorie gelijk aan de nominale waarde, het bedrag dat op het geld staat. Tegenwoordig is deze over het algemeen lager dan de nominale waarde. Wanneer de intrinsieke waarde van een munt hoger is dan de nominale waarde (of wordt, bijvoorbeeld door inflatie), dan is de kans aanwezig dat de munt wordt omgesmolten. Dit is in het verleden gebeurd bij de zilveren guldenmunt en de koperen cent. Zie: Wet van Gresham.

## Opties
Als de koers van de onderliggende waarde is gestegen tot boven de uitoefenprijs van een calloptie, dan is die calloptie "in-the-money". De calloptie heeft dan intrinsieke waarde, dit is het positieve verschil tussen de beurskoers en de uitoefenprijs.